# 558 v.Chr.

Sappho en Alkaios door Lawrence Alma-Tadema

Het jaar 558 v.Chr. is een jaartal volgens de christelijke jaartelling.

## Gebeurtenissen

### Griekenland
- Hegesias wordt verdreven als archont van Athene.

## Overleden
- Alkaios, Grieks lyrische dichter